# Projekt X Haren

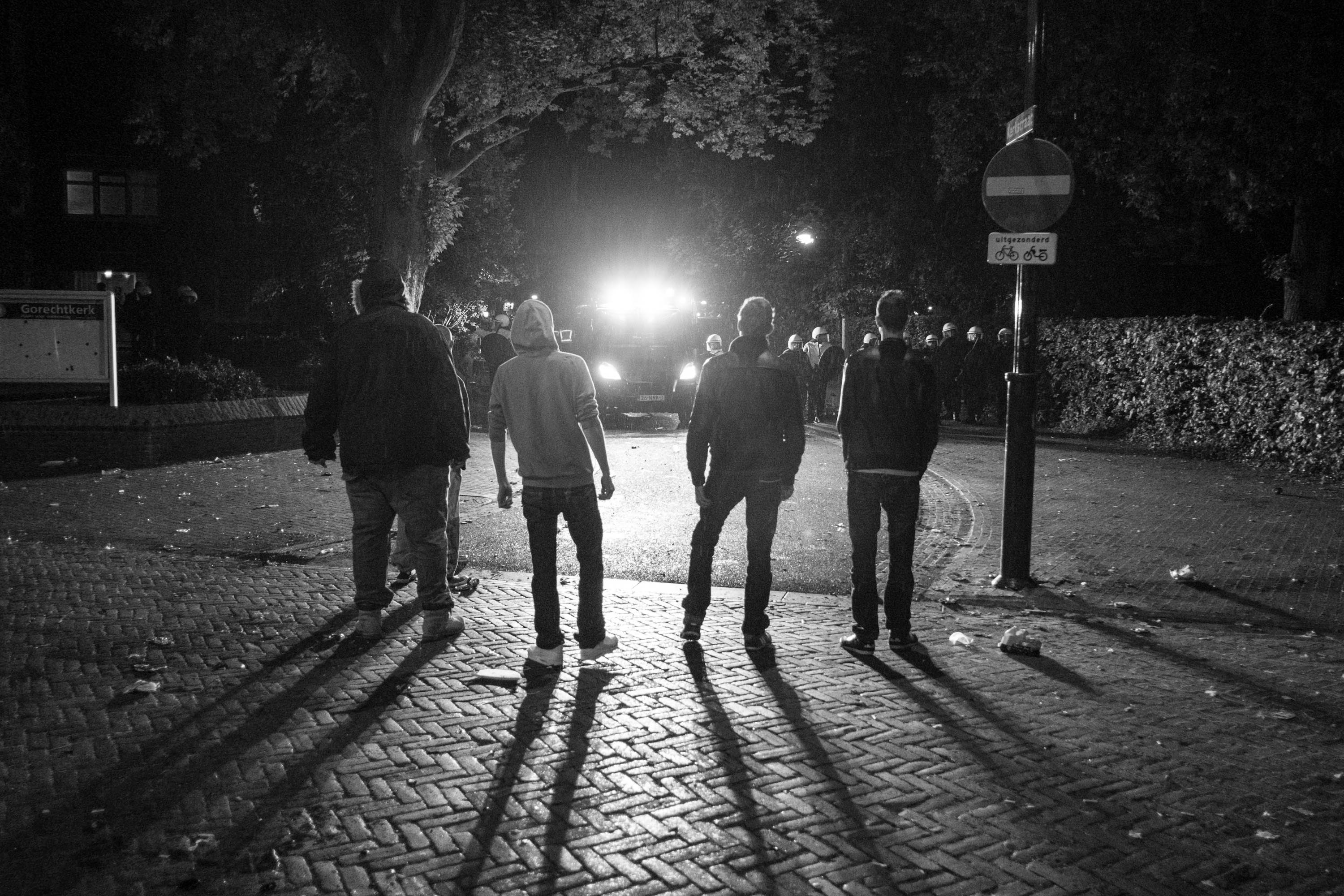
Junge Männer stehen Polizeikräften gegenüber

Project X Haren waren international beachtete Unruhen am 21. September 2012 im niederländischen Dorf Haren, das heute zur Gemeinde Groningen gehört. An diesem Tag trafen sich mehrere tausend Personen, um einen Geburtstag zu feiern. Später eskalierte die Situation und endete in gewalttätigen Ausschreitungen. Die Unruhen in Haren wurden zunächst von den europäischen Medien aufgegriffen und verbreiteten sich später bis in die USA, Südafrika, Japan und über Al Jazeera in die arabischen Länder.

## Vorgeschichte
Am 6. September 2012 kündigte eine 15-jährige Jugendliche aus Haren auf Facebook eine Veranstaltung bzw. Partyeinladung zu ihrem 16. Geburtstag an. Sie lud 78 ihrer Facebook-Freunde ein, stellte die Veranstaltung aber auf „öffentlich“, so dass ihre Freunde noch weitere Freunde einladen konnten und sie im Vorfeld abschätzen könnte, wie viele Gäste etwa kommen würden.
Einer ihrer Facebook-Freunde leitete diese Veranstaltungseinladung an etwa 500 seiner eigenen Facebook-Freunde weiter, was dazu führte, dass es am Folgetag bereits etwa 20.000 Einladungen gab. Daraufhin wurde die Veranstaltung durch die Erstellerin abgesagt und gelöscht. Andere Facebook-Nutzer erstellten jedoch weitere Veranstaltungen wie beispielsweise "Project X Merthe", "Project X Stationsweg" oder "Project X Haren". Sie bezogen sich bei der Benennung auf die US-Filmkomödie Project X, die in den Niederlanden im März 2012 in die Kinos kam. Im Film entwickelt eine Geburtstagsparty Eigendynamik, wird zu einem Mega-Event und gerät schließlich völlig außer Kontrolle.
Die Facebook-Veranstaltung "Projekt X Haren" wurde von einem 21-jährigen aus dem neuseeländischen Christchurch und einem Unbekannten, der sich "Ibe Der Führer" nannte, erstellt. Trotz der Bitte des Vaters der Betroffenen, die Veranstaltung zu löschen, blieb diese auf der Facebook-Seite eingetragen. Die Zahl der Eingeladenen erhöhte sich auf 24.000 bei 2.400 Zusagen. Die Ankündigung der Veranstaltung verbreitete sich schließlich auf Twitter sowie in verschiedenen Blogs und Internetforen. Später wurden Memes und Youtube-Videos erstellt, welche die Bekanntheit des Termins weiter steigerten.
Die Eltern der Betroffenen informierten am 14. September 2012 vorsorglich die Nachbarschaft mit einem Schreiben, das kurze Zeit später auf Facebook und anderen Webites, unter anderem auf der Influencer-Seite Joop.nl, zu finden war. Später wurde die Gemeindeverwaltung Haren ebenfalls informiert, die am 18. September 2012 in Absprache mit der Polizei eine Notverordnung erließ, die bei einer Eskalation der Veranstaltung inkraft treten sollte.
Nachdem niederländische Medien die Nachricht weiterverbreitet hatten und Gastronomen und Unternehmer mittels in der Stadt verteilten Flyern After-Partys in Groningen ankündigten, erhöhte sich die Zahl der Eingeladenen auf etwa 55.000, von denen etwa 6.000 ihr Kommen zusagten. Am darauffolgenden Tag gab es bereits 80.000 Einladungen sowie 8.000 Zusagen. In den nächsten beiden Tagen erhöhte sich diese Zahl auf 250.000 Einladungen bzw. 30.000 Zusagen. Allein auf Twitter gab es am 21. September etwa 400.000 Beiträge zum „Project X Haren“.
Am Tag der Veranstaltung wurden die Straße und der unmittelbare Bereich um das Haus des Geburtstagskindes gesperrt. Die gesamte Familie verließ das Haus und den Ort bis auf den Vater des Geburtstagskindes. Die Gemeinde Haren untersagte kurzfristig die Party sowie weitere Veranstaltungen in diesem Zusammenhang und rief dazu auf, nicht nach Haren zu kommen.

## Verlauf

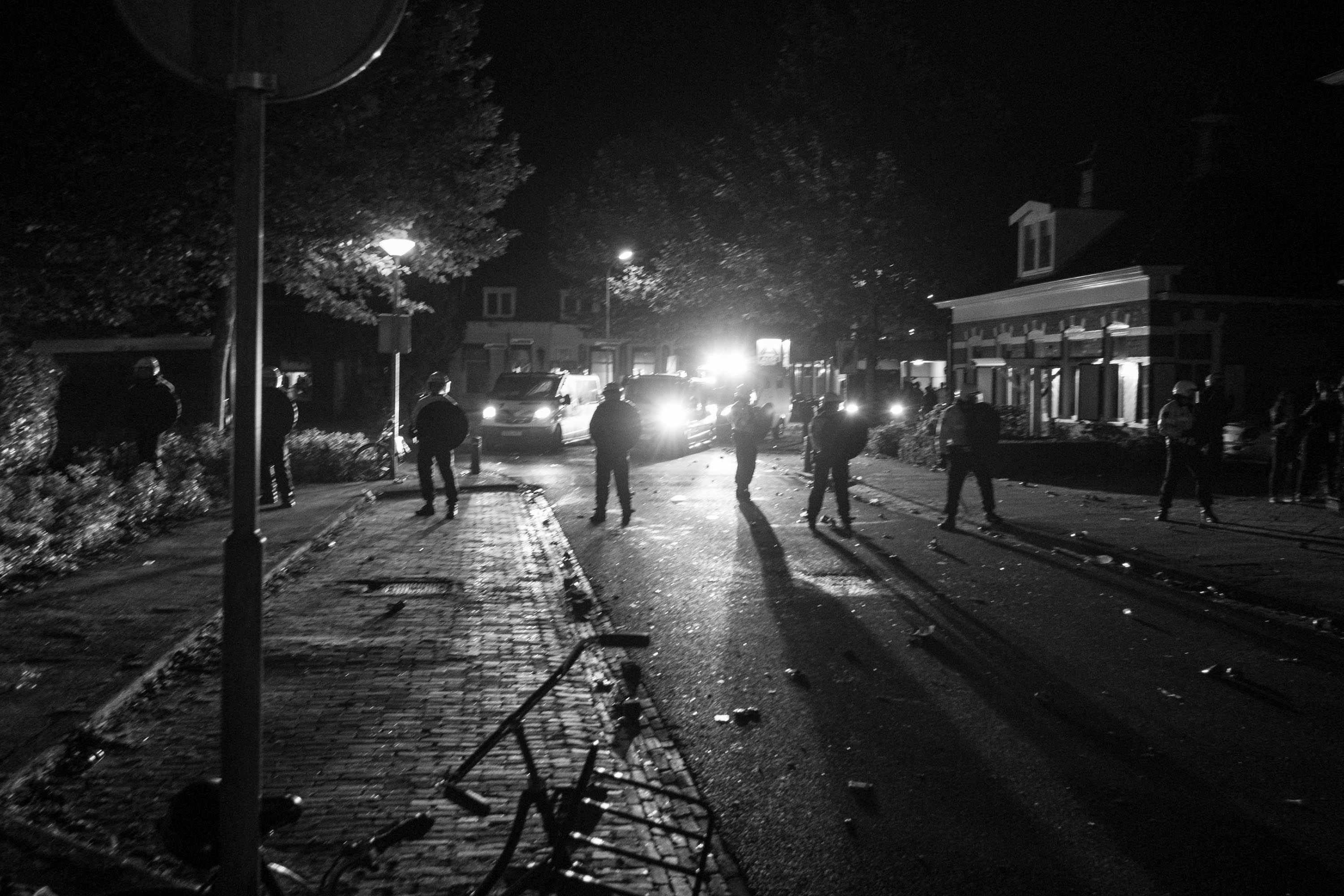
Polizeikräfte in Haren

Im Laufe des Freitag, dem 21. September 2012 kamen zunächst ein paar hundert Personen nach Haren, bis zum frühen Abend sank deren Anzahl. Gegen 19:30 Uhr erhöhte sich die Zahl jedoch schlagartig auf mehrere tausend. Die Stimmung war anfangs ausgelassen und friedlich, gegen 21:00 Uhr kippte sie jedoch und es kam zu gewalttätigen Ausschreitungen, Zerstörungen und Plünderungen. Dabei wurden unter anderem Autos in Brand gesteckt, Schaufenster zerstört sowie ein Supermarkt geplündert. Laut Aussagen der Polizei waren die Gewalttäter gut vorbereitet und suchten absichtlich die Konfrontation.
Zu Beginn der Unruhen kamen neben normalen Polizeibeamten aus Groningen, eine geschlossene Einheit der Mobiele Eenheid der Nationale Politie (vergleichbar mit der deutschen Bereitschaftspolizei) aus Groningen zum Einsatz. Gegen 23:00 Uhr wurden diese durch Polizisten aus den Provinzen Friesland, Drenthe, Gelderland, Noord-Holland und der Region Twente sowie Mobiele Eenheden aus den Provinzen Friesland und Drenthe verstärkt. Insgesamt kamen etwa 500 Polizisten, darunter 250 Bereitschaftspolizisten zum Einsatz, um die Unruhen zu beenden und die Veranstaltung aufzulösen.
Die nicht in Haren ansässigen Personen wurden mit Bussen in die wenige Kilometer entfernte Stadt Groningen abtransportiert. Dabei wurde ein Großteil der Busse von Randalierern beschädigt.

## Verletzte und Festnahmen
Im Laufe des Abends wurde bekannt, dass 51 Personen verletzt wurden, 15 davon waren Polizisten. In umliegenden Krankenhäusern wurden Verletzte mit Schnitt- und Kopfverletzungen, Knochenfrakturen sowie Blutergüssen behandelt. Ein 84-jähriger Mann wurde in seiner Wohnung überfallen, ausgeraubt und schwer verletzt. Da die Situation nicht effektiv unter Kontrolle gebracht werden konnte, wurde die nationale Notfallmanagementstufe Gecoördineerde Regionale Incidentbestrijdingsprocedure GRIP 3 ausgerufen und damit die medizinische Schnelleinsatzgruppe SIGMA (Snel Inzetbare Groep ter Medische Assistentie) sowie ein Trauma-Hubschrauber der Luftrettung aus Amsterdam als medizinische Verstärkung eingesetztt.
Im Zuge der Maßnahmen zur Eindämmung der Gewalt wurden 34 Personen von der Polizei festgenommen und die Identität von 30 Verdächtigen festgestellt. Das Alter der Verhafteten und Verdächtigen lag zwischen 15 und 40 Jahren. Der Großteil war zwischen 18 und 19 Jahren alt, elf Personen waren minderjährig.
Im August 2016 wurde ein geflüchteter mutmaßlicher Rädelsführer und Verantwortlicher für das Inbrandsetzen eines PKW in Haren, nach dem mittels internationalem Haftbefehl gefahndet wurde, in Antwerpen festgenommen und an die Niederlande ausgeliefert.

## Folgen
Nach den Ereignissen in Haren wurden weitere Veranstaltungen gleicher Art in Gouda, Alkmaar, Arnheim und Amersfoort angekündigt. Am 22. September 2012 wurde eine Person wegen Volksverhetzung verhaftet, die einen Projekt-X-Aufruf in Schiedam gestartet hatte. Die Gemeinde Arnheim erließ eine Notverordnung und ein Verbot für eine am 28. September 2012 angekündigte Projekt-X-Party im Kreis Klarendal und sperrte die dortigen Zufahrtsstraßen. Die Polizei erließ Platzverweise und führte einzelne Verhaftungen durch. In Uden wurde ein 15-jähriger Jugendlicher verhaftet, nachdem er auf Twitter zu einer Project X-Party aufgerufen hatte.
Der verursachte Schaden wurde auf 250.000 Euro geschätzt.
Unmittelbar nach den Vorfällen forderten Harener Anwohner und ein ehemaliger Staatsanwalt den Rücktritt des damaligen Bürgermeisters Rob Bats wegen ernsthafter Pflichtverletzungen und schwerer Fahrlässigkeit. Bats trat am 1. April 2013 zurück.
Im April 2014 gab das Ministerie van Justitie en Veiligheid bekannt, dass 18 betroffene Bewohner durch bis zu diesem Zeitpunkt verurteilte Täter zum Teil entschädigt worden sind. Die Opfer hatten zudem Anspruch auf Entschädigung aus dem Entschädigungsfonds für Gewaltverbrechen und erhielten insgesamt 17.000 Euro.

## Dokumentationen
Im Jahr 2025 veröffentlichte Netflix die Dokumentation Chaos Anthology: The Film of a Too Viral Part – Die echte Projekt-X-Party, welche die Ereignisse in Haren zum Inhalt hat.